# Dildo

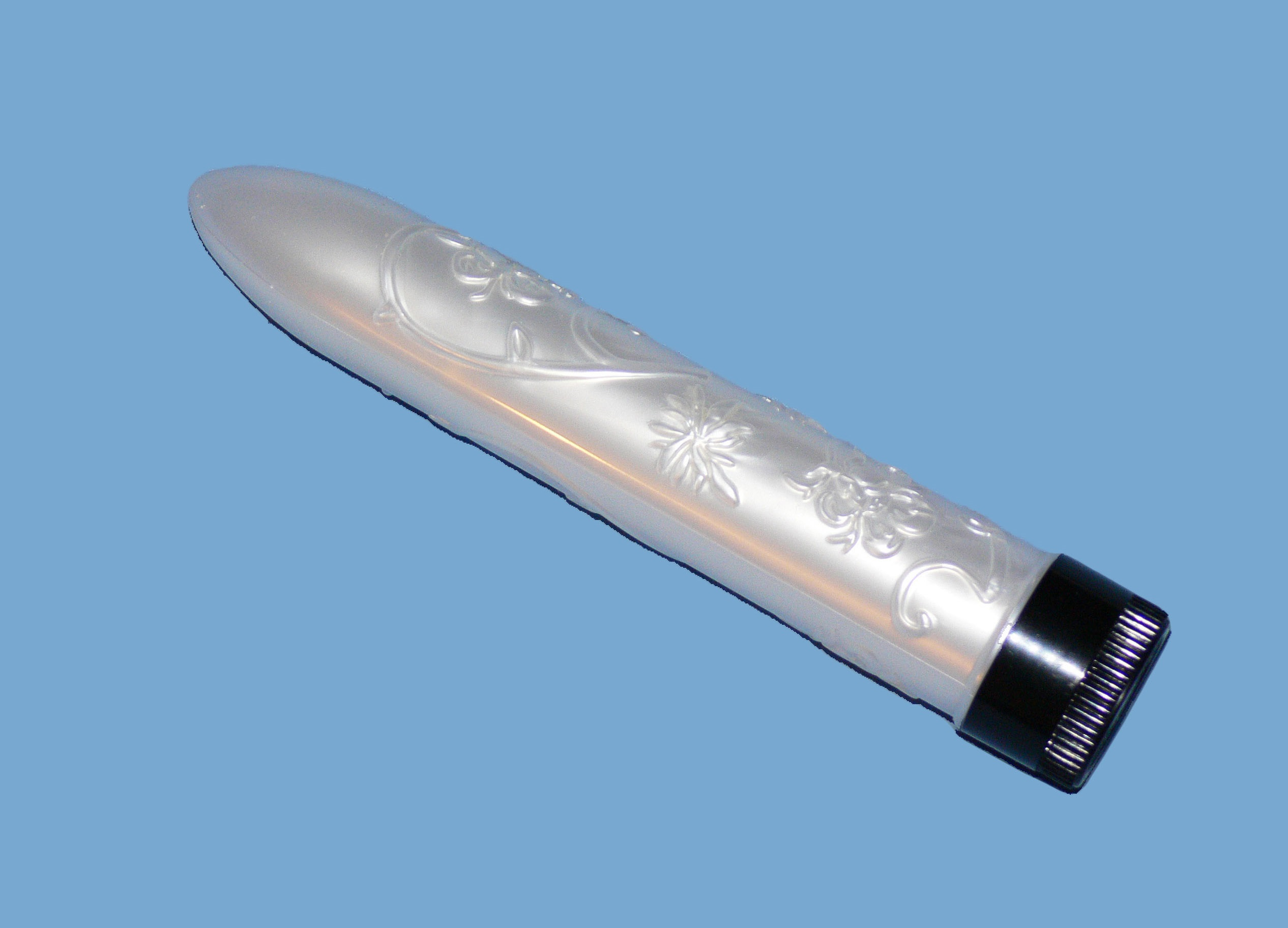
Dildo de plastic denumit și vibrator(acesta are încorporat un vibrator de dimensiuni reduse)

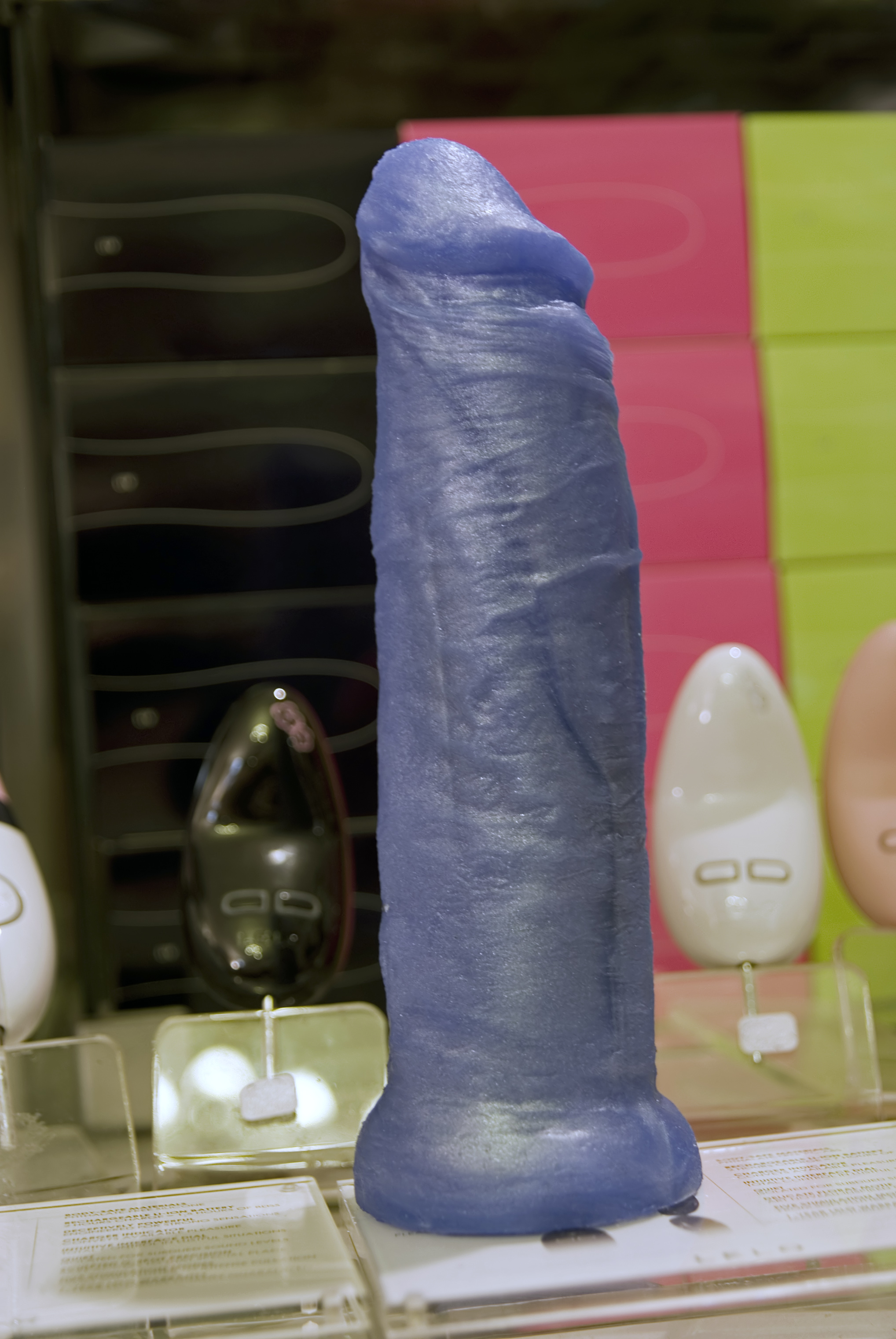
Dildo de silicon

Un dildo este o jucărie sexuală care, de cele mai multe ori, are forma unui penis și este folosit pentru penetrare în timpul masturbării sau a contactului sexual cu partenerul sau partenerii. 

## Descriere și mod de folosire
Dildo-ul se aseamană cu penisul din punct de vedere al formei, mărimii și aspectului. Unii extind această definiție și includ în această categorie vibratoarele, extensiile pentru penis dar și dopurile anale.
Aceste jucării se folosesc indiferent de sex și orientare sexuală, pentru masturbare sau alte activități sexuale.
De cele mai multe ori, dildo-urile se folosesc pentru penetrări vaginale și anale, dar acestea au și valoare de fetiș și pot fi folosite și în alte moduri, de exemplu mângâierea pielii în timpul preludiului. Dacă au mărimea corespunzătoare, pot fi folosite pe post de căluș, penetrare orală dar și pentru stimularea punctului G.
Un dildo care este introdus în anus și rămâne acolo până la scoaterea lui se numește dop anal. Există și dildo-uri duble folosite de către femei pentru a penetra atât anusul cât și vaginul, dar și două partenere care împart același dildo. 
Există dildo-uri menite să fie atașate de anumite tipuri de hamuri sau lenjerie și se numesc hamuri strap-on sau dildo strap-on. Altele sunt menite să fie purtate în interior. 
Dildo-urile strap-on pot avea două capete acestea fiind menite celor care doresc penetrare anală sau vaginală și in acelasi timp să penetreze o altă parteneră. Acestea pot fi folosite și pentru penetrarea anală a barbatului. Dacă penetrarea este realizată de către femeie unui bărbat, acest act se numește pegging. 
Alte tipuri de dildo-uri sunt cele menite să fie puse pe fața unui partener, dildo-uri gonflabile și dildo-uri cu cupe de sucțiune la bază. 
Popularitatea de care se bucură această jucărie sexuala a făcut să apară dildo-uri extrem de "înfrumusețate", realizate din materiale scumpe și pot avea și bijuterii.

## Etimologie

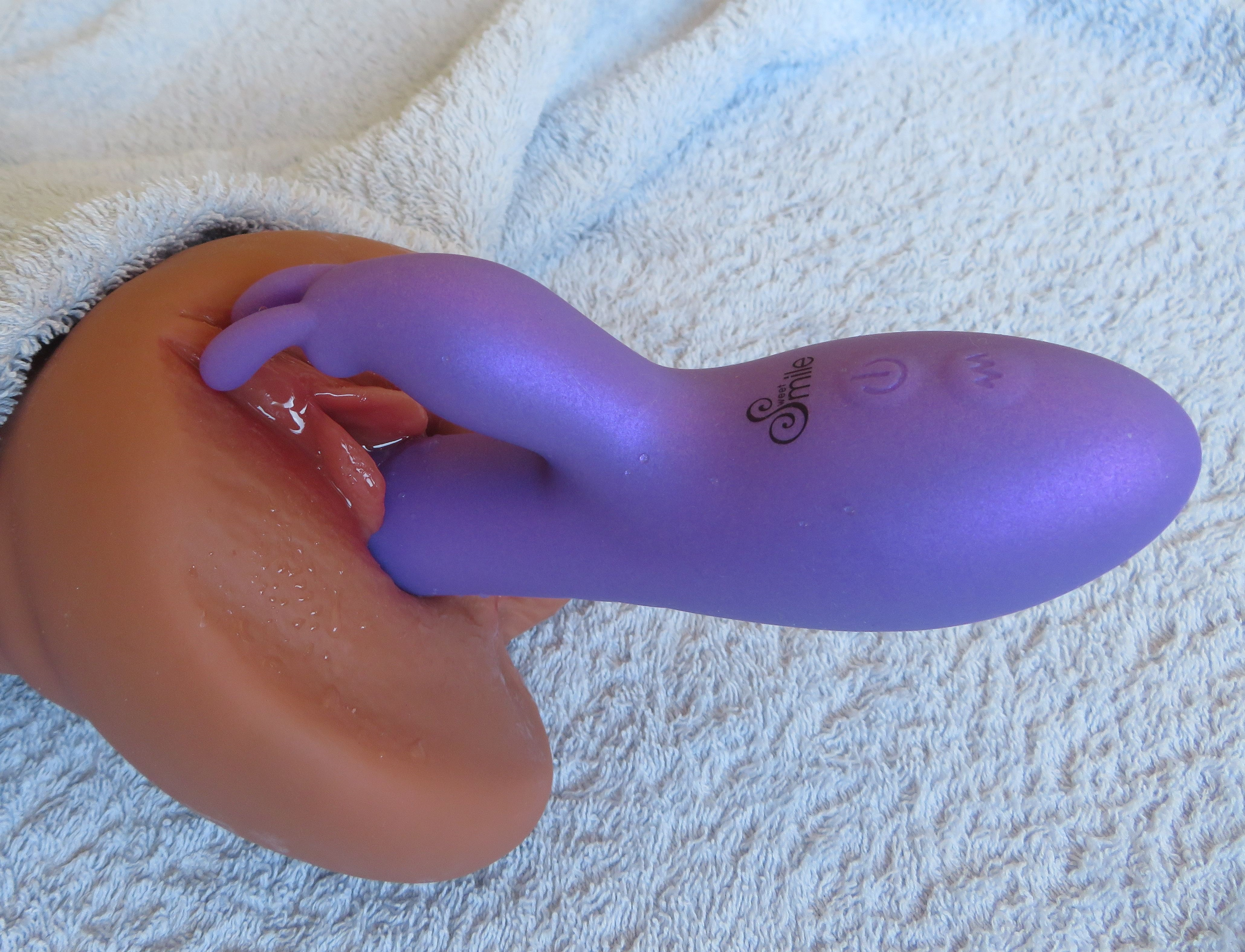
Utilizarea dildo. Acest tip de dildo (vibrator) nu este folosit doar pentru penetrarea în vagin, ci are și mici proeminențe în partea din față, cunoscute sub numele de „urechi de iepure”, care sunt folosite pentru a stimula clitorisul.

Etimologia cuvântului "dildo" este neclară. Dicționarul Englez Oxford (OED) descrie cuvântul ca fiind de origine obscură. O teorie face referință la cârligul în formă de falus folosit pentru a ține în poziție vâsla unei bărci. Acesta era introdus într-o gaură dintr-o parte a bărcii și are o formă similară cu jucăria modernă. Este posibil ca această jucărie să își fi luat numele de la această ustensilă care și-a împrumutat numele de la orașul Dildo și Insula Dildo din apropiere, Newfoundland, Canada. Alții sugerează că acest cuvânt este o denaturare a cuvantului italian diletto (plăcere).
Potrivit OED, prima apariție a cuvântului în engleză a fost în cartea lui Thomas Nashe intitulată "Choise of Valentine sau Balada vesela a Dildo-ului lui Nash" (1593). Cuvântul apare și în "Alchimistul" lui Ben Jonson. 
Expresia "Dil Doul" care face referință la un penis, apare în balada din secolul 17 "Nemulțumirea fecioarei care vrea un Dil Doul". 
Olisbos este un termen clasic pentru dildo, din grecescul ολισβος.
În unele limbi moderne, numele date termenului dildo pot fi mai descriptive, creative sau subtile: rusescul Фаллоимитатор (imitator falic), darshildo în limba hindi, consolador în spaniolă și cala goeg (penis fals) în galeză.

## Istorie
Într-o formă sau alta, dildo-urile au fost prezente în societate de-alungul istoriei. Artefacte din Paleoliticul Superior care au fost descrise ca batoane, au fost folosite, foarte probabil, cu scopuri sexuale. Totuși, se pare că apar ezitări din partea arheologilor când vine vorba să eticheteze aceste jucării ca jucării sexuale: un arheolog spunea: "Observând forma, mărimea și, în unele cazuri, simbolistica explicită a batoanelor din era glaciară, pare destul de neingenios să eviți cea mai evidentă și directă interpretare. Dar aceasta a fost evitată."
Cel mai vechi dildo cunoscut este un falus de 20 de centimetri din Paleoliticul Superior, adică 30.000 de ani în urmă. Descoperirile arheologice arată că oamenii Egiptului antic foloseau dildo-uri acum 2500 de ani. De asemenea, aceste jucării erau prezente în viața Grecilor, unele fiind reprezentate în artă. 
Primele dildo-uri erau confecționate din piatră, smoală, lemn sau alte materiale care puteau fi șlefuite pentru a lua forma unui penis și erau suficient de ferme pentru a fi folosite pentru penetrare. Femeile din China secolului 15 foloseau dildo-uri confecționate din lemn lăcuit cu diferite texturi la suprafață. Odată cu inventarea materialelor moderne, dildourile pot fi confecționate în diferite mărimi, forme, culori și texturi. 
În 1966, Ted Marche a pionerat realizarea și distribuția dildourilor și altor jucării sexuale din cauciuc.

## Chestiuni legale și etice
Posesia și vânzarea dildourilor sunt ilegale în unele jurisdicții, inclusiv în India. 
Unii creștini mai conservatori cred că folosirea jucăriilor sexuale este imorală și interzisă de Biblie. Un predicator baptist american, Dan Ireland, a fost un critic consecvent al acestor dispozitive și a luptat pentru interzicerea lor din motive etice și religioase. Potrivit lui Ireland, "Câteodată trebuie să protejăm publicul de ei înșiși. Aceste dispozitive ar trebui interzise pentru că provoacă promiscuitate, pentru că promovează pierderea moralității și pentru că ispitește către comportamente inadecvate și posibil mortale". Ireland crede că "nu este nici o cale morală de a folosi aceste dispozitive". 
Jacob M. Appel, biotehnist și istoric medical a spus că aceste jucării sunt bune din punct de vedere social și că aceste dispozitive, la care se referă ca fiind "substituenți maritali", joacă un rol important în viața emoțională a milioane de oameni. 

## Dildo-urile în cultură
Dildourile au fost văzute pe vase grecești. Unele arată că erau folosite în masturbarea solitară sau în grup a femeilor. Un vas descrie o scenă în care o femeie se apleacă pentru a oferi sex oral unui bărbat în timp ce altul este pregătit să îi introducă un dildo în anus. 
Page duBois, clasicist și feminist, sugerează că dildourile erau prezente în Arta grecească pentru că bărbaților greci le era greu de imaginat sexul fără penetrare. Deci, masturbarea femeilor sau sexul între femei necesită un falus artificial.

## Materiale
Dildourile din cauciuc cu un arc de oțel încorporat pentru rigiditate au devenit disponibile în 1940. Acest lucru a fost nesatisfăcător din cauza riscului de a suferi leziuni serioase ce pot fi produse de arc în momentul în care cauciucul se crapă. 
Mai târziu, au devenit populare dildourile din PVC. Multe din dildourile ieftine sunt făcute din acest material.
În anii '90, dildourile din silicon au devenit mai populare, un trend care a continuat pe măsură ce prețurile au scăzut. Acestea sunt mai ușor de curățat și nu au aroma plastică a PVC-ului. La început, acestea erau scumpe dar acum au un preț acceptabil. Siliconul păstrează bine căldura corpului, este un conductor excelent al vibrațiilor și poate fi sterilizat prin fierbere. 
Dildourile din oțel sunt populare în cultura BDSM. Unii utilizatori le preferă pentru duritate, fermitate, durabilitate și conducerea curentului electric. Pentru că sunt grele, acestea pot fi folosite pentru exersarea mușchilor vaginali. 
Un dildo din oțel poate fi încălzit sau răcit în apă înainte de folosire pentru a provoca o serie de senzații termice.
Dildourile din sticlă sunt similare celor din oțel. În cele mai multe cazuri, jucăriile din sticlă sunt solide. Ca și oțelul, sticla poate fi folosită pentru a stimula punctul G sau prostata mai ferm.
Pielea artificială este un material sintetic care arată și se comportă ca pielea umană. Este un material poros și nu poate fi sterilizat. 
Fructele și legumele cu forma de falus, cum ar fi bananele sau castravetele au fost folosite ca dildo-uri, posibil din preistorie. Orice obiect care are fermitatea și forma corespunzătoare poate fi, în mod ipotetic, folosit ca dildo. 

## Formă
În mod convențional, multe dildouri au forma penisului uman cu diferite detalii (vene, scrot) iar altele sunt făcute pentru a se asemăna falusului unor animale. Exista si dildo-uri moderne cu forme mai putin conventionale, axate mai mult pe a provoca placere decat pe forma anatomica.

## Siguranță
Câteva dildouri mari sunt create doar pentru efect vizual și pot deveni nesigure dacă sunt folosite pentru penetrare. 
Dildourile pot transmite boli între utilizatori în același mod cu celelalte forme de contact sexual și nu ar trebui împărțite între persoane.